# Dalechampia tenuiramea
Dalechampia tenuiramea är en törelväxtart som beskrevs av Johannes Müller Argoviensis. Dalechampia tenuiramea ingår i släktet Dalechampia och familjen törelväxter.

## Underarter
Arten delas in i följande underarter:
- D. t. cynanchoides
- D. t. tenuiramea